# پمپ هیدرولیک

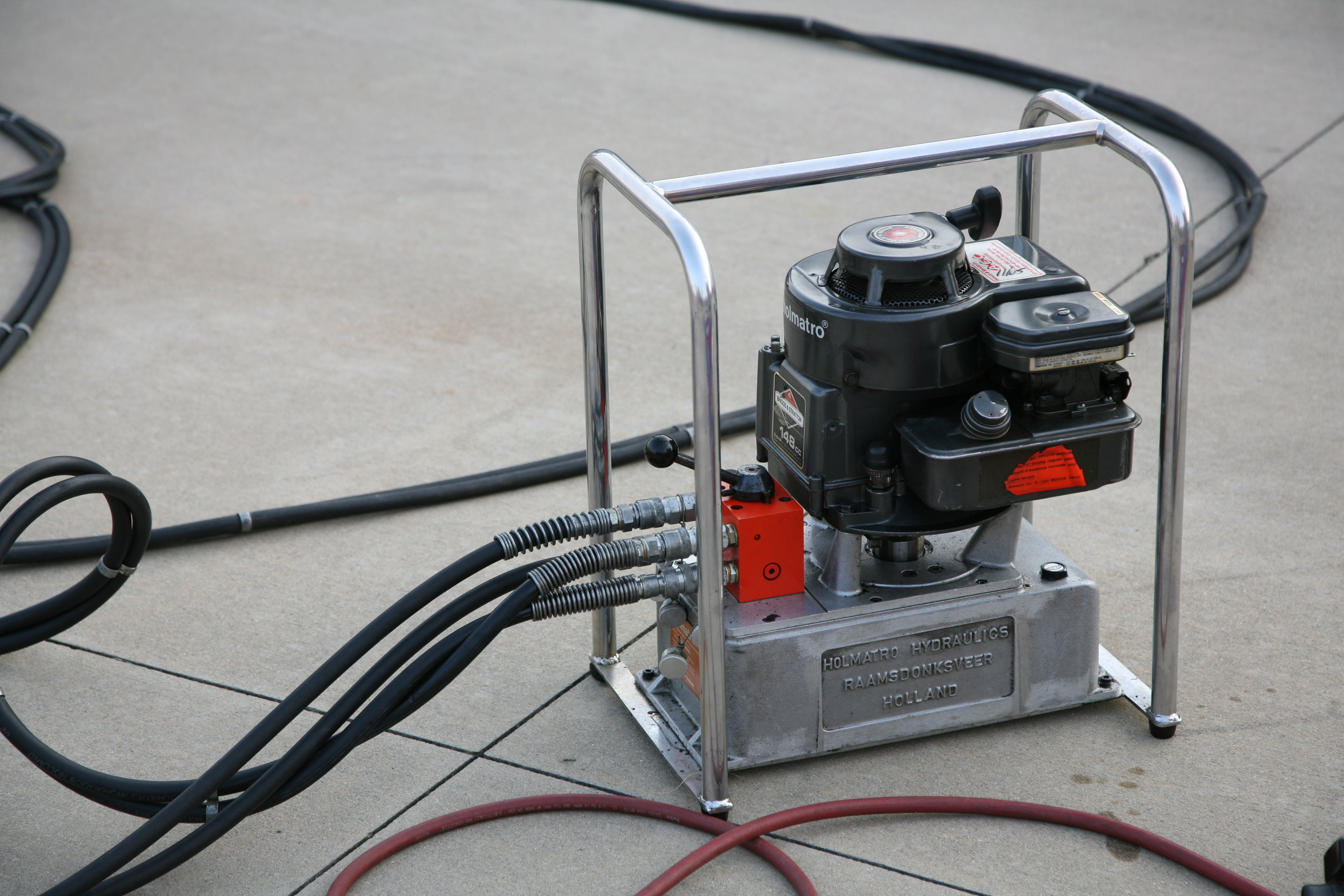
یک گونه پمپ هیدرولیک

پمپ هیدرولیک، (به انگلیسی: Hydraulic pump) وسیله‌ای است که در یک سامانه هیدرولیک دبی ایجاد می‌کند. پمپ‌ها یکی از دو بخش اصلی محرک اولیه سامانه‌های هیدرولیک هستند (بخش دیگر الکتروموتور یا موتور احتراقی است که توان ورودی پمپ را تأمین می‌کند). توان ورودی پمپ از یک موتور تأمین می‌شود و توان هیدرولیکی را به عنوان خروجی تحویل می‌دهد. در هیدرولیک صنعتی، پمپ سیال هیدرولیک تحت فشار را جاری می‌کند. نوع آبی پمپ‌های هیدرولیک، با به‌کارگیری انرژی جنبشی آب در جریان، به آن نیرو وارد کرده و آب را به سطح بالاتری انتقال می‌دهد.در هر سامانه‌ای بخشی وجود دارد که قلب سامانه نام گرفته است که بدون وجود آن، سامانه از کار می افتد. در یک مدار هیدرولیکی این پمپ است که اگر از کار بیفتد دیگر اجزای سامانه هم قادر به ادامه فعالیت نمی باشند.
برخلاف برخی از تعاریف اشتباه پمپ در مدار فشار ایجاد نمی‌کند و وظیفه آن تولید و به جریان انداختن مایع موردنظر ما می‌باشد.

## نقش و کاربرد پمپ در سامانه‌های هیدرولیکی

نماد پمپ با حجم جابجایی ثابت در نقشه مدارهای هیدرولیکی

### سامانه‌های آبی
از پمپ‌های هیدرولیکی در سامانه‌های هیدرودینامیکی برای انتقال آب آشامیدنی، آبیاری، انتقال فاضلاب، گرداندن آب سرد و گرم در سامانه‌ها برای خنک‌کاری و انتقال مواد شیمیایی اسیدی و بازی استفاده می‌شود. این پمپ‌ها ممکن است برای انتقال مواد جامدی مانند گرد و غبار، پودر و شن نیز استفاده شود.

### هیدرولیک صنعتی
تصور اشتباهی که در میان بسیاری وجود دارد این است که پمپ در مدار ایجاد فشار می‌کند. در حالی که بر خلاف این تصور غلط، عامل ایجاد فشار در سامانه هیدرولیک مقاومت در برابر جریان سیال هیدرولیکی و باری است که روی سامانه اعمال می‌شود. پمپ تنها جریان سیال را ایجاد می‌کند و این سیال بدون وجود بار در سامانه به هیچ وجه فشارش بالا نمی‌رود.
| کاربرد                     | حداکثر فشار | حداکثر فشار       |
| کاربرد                     | بار         | پوند بر اینچ مربع |
| -------------------------- | ----------- | ----------------- |
| سامانه انتقال‌دهنده مکانیکی | ۲۵۰         | ۳٬۷۰۰             |
| ماشین ابزار                | ۲۰۰         | ۳٬۰۰۰             |
| سامانه متحرک               | ۳۰۰         | ۴٬۵۰۰             |
| ماشین پرس                  | ۸۰۰         | ۱۲٬۰۰۰            |
| منبع                       |             |                   |

## پارامترها
پارامترهای مهم یک پمپ شدت جریان و فشار هستند.

### شدت جریان
شدت جریان پمپ، خروجی یا دهش پمپ عبارتست از حجم سیالی که در واحد زمان از خود خارج می‌کند. شدت جریان یک پمپ وابسته به حجم جابه‌جایی پمپ و سرعت گردش شفت آن است.
شدت جریان از رابطه زیر محاسبه می‌شود:
{\displaystyle Q_{T}=N\cdot V_{P}}
که در آن {\displaystyle Q_{T}} شدت جریان تئوری پمپ بر حسب {\displaystyle cm^{3}/min}، {\displaystyle V_{P}} حجم جابجایی پمپ بر حسب {\displaystyle cm^{3}/rev} و {\displaystyle N} سرعت چرخش پمپ بر حسب {\displaystyle rev/min} می‌باشد.

### فشار
فشار یک پمپ حداکثر فشاری است که می‌تواند در آن کار کند.
| نوع پمپ                        | نوع پمپ            | فشار کاری (بار) | فشار کاری (بار) | شدت جریان (لیتر بر دقیقه) | شدت جریان (لیتر بر دقیقه) |
| نوع پمپ                        | نوع پمپ            | حداکثر          | عادی            | عادی                      | حداکثر                    |
| ------------------------------ | ------------------ | --------------- | --------------- | ------------------------- | ------------------------- |
| چرخده‌ای خارجی                  | چرخده‌ای خارجی      | ۳۰۰             | ۱۷۰             | ۷۶۰                       | ۰٫۲۵                      |
| چرخده‌ای داخلی                  | یک‌مرحله‌ای          | ۲۱۰             | ۱۰۰             | —                         | —                         |
| چرخده‌ای داخلی                  | چندمرحله‌ای         | ۳۰۰             | ۲۰۰             | ۷۴۰                       | ۰٫۶                       |
| پره‌ای                          | بالانس             | ۱۷۵             | ۱۰۰             | ۶۲۰                       | ۲                         |
| پره‌ای                          | با جبران‌کننده فشار | ۱۷۵             | ۱۰۰             | ۳۶۰                       | ۶                         |
| روتور بادامکی                  | روتور بادامکی      | ۱۷۵             | ۱۲۰             | ۴۰۰                       | ۱                         |
| پیستونی محوری با صفحه زاویه‌گیر | باصفحات شیردار     | ۳۵۰             | ۲۰۰             | ۶۰۰                       | ۰٫۷                       |
| پیستونی محوری با صفحه زاویه‌گیر | با شیر سوپاپی      | ۷۰۰             | ۳۵۰             | ۷۶۰                       | ۱                         |
| پیستونی محوری با صفحه زاویه‌گیر | با جابجایی متغیر   | ۳۵۰             | ۲۰۰             | ۱۴۵۰                      | ۱                         |
| پیستونی محوری با محور خمیده    | جابجایی ثابت       | ۳۵۰             | ۳۰۰             | ۳۵۰۰                      | ۷٫۵                       |
| پیستونی محوری با محور خمیده    | جابجایی متغیر      | ۳۵۰             | ۲۱۰             | ۳۵۰۰                      | ۱۷                        |
| پیستونی شعاعی                  | جابجایی ثابت       | ۱۷۲۰            | ۳۰۰             | ۱۰۰۰                      | ۰٫۳                       |
| پیستونی شعاعی                  | جابجایی متغیر      | ۳۵۰             | ۱۷۵             | ۵۸۰                       | ۱                         |
| پلانجر                         | پلانجر             | ۱۰۰۰            | ۴۰۰             | ۶۰۰                       | ۰٫۱                       |
| منبع                           |                    |                 |                 |                           |                           |

## انواع
پمپ‌ها بسته به نوع سامانه‌ای که در آن قرار دارند به دو نوع کلی تقسیم می‌شوند: جابه‌جایی مثبت و جابه‌جایی نامثبت.

### جابه‌جایی مثبت

پمپ چرخدنده‌ای خارجی

پمپ چرخدنده‌ای داخلی

پمپ پیستونی شعاعی: پیستون‌ها در پایین بسته می‌شوند و در بالا باز می‌شوند.

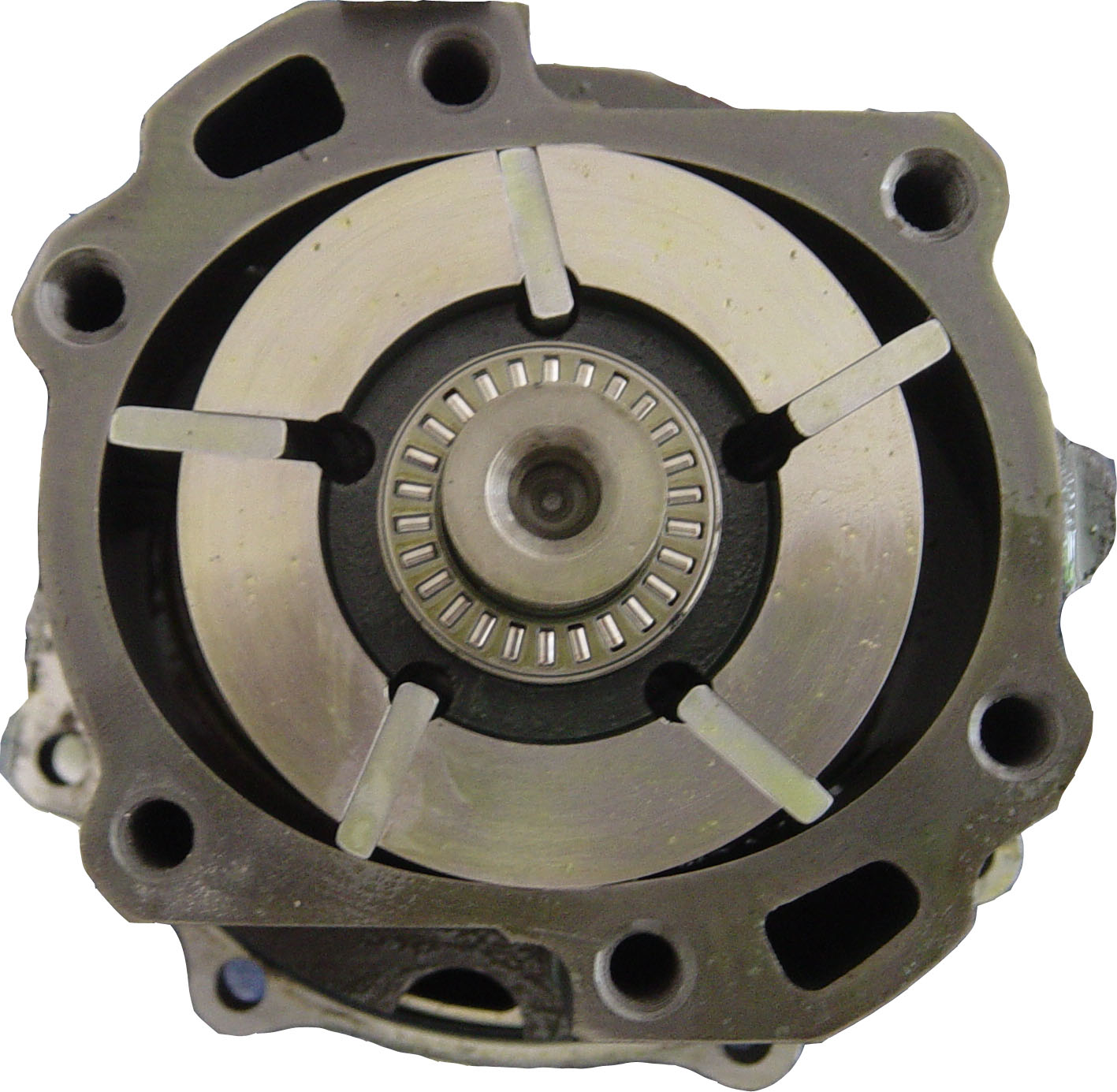
پمپ پره‌ای بالانس

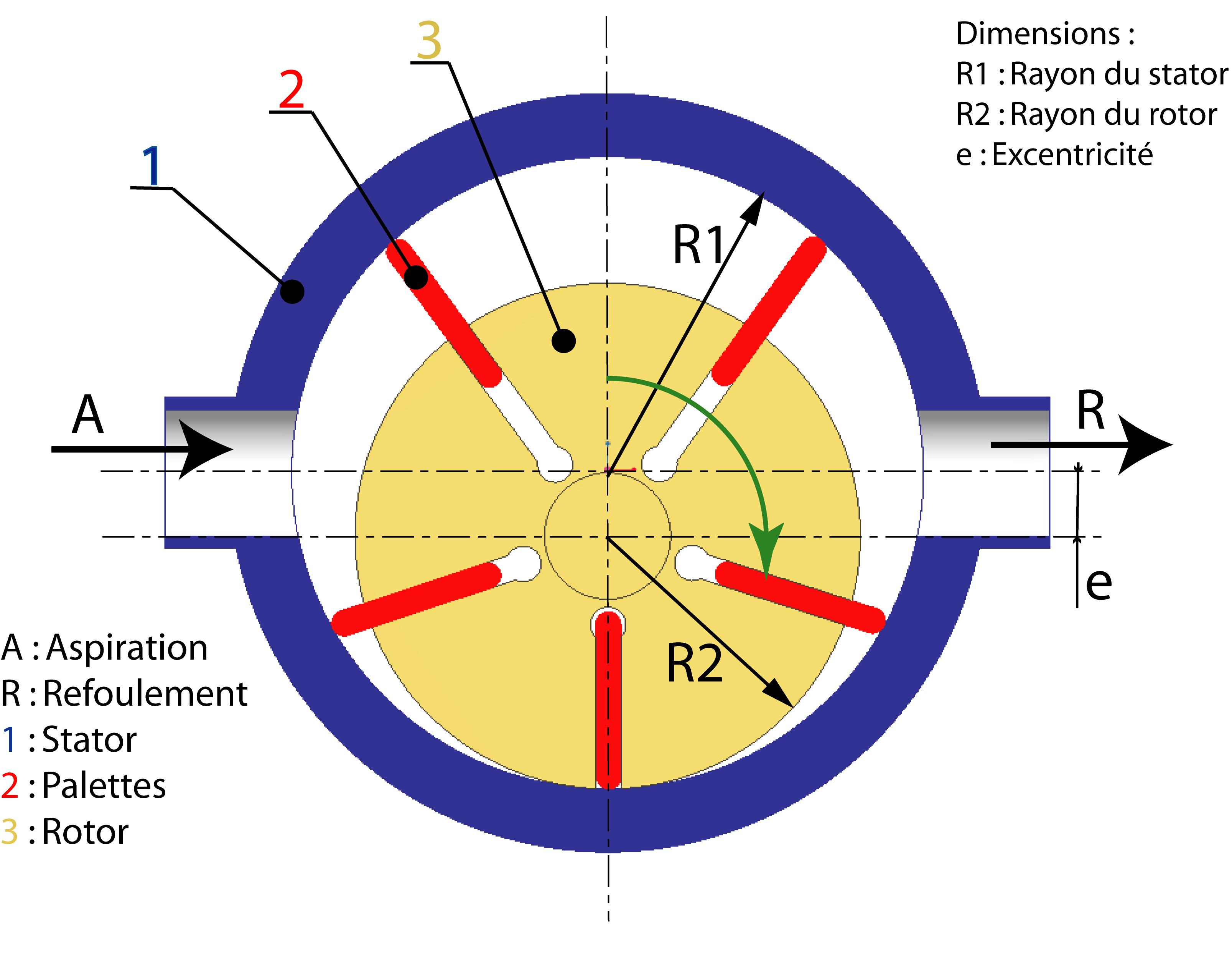
پمپ پره‌ای غیربالانس

در سامانه‌های هیدرواستاتیک از پمپ‌های با جابه‌جایی مثبت استفاده می‌شود: در این پمپ‌ها با استفاده از باز شدن ناگهانی یک حفره، در آن حفره مکش ایجاد می‌شود و فشار هوا سیال هیدرولیک را به داخل حفره می‌راند. سپس حفره بسته می‌شود و سیال مقابل دهانه خروجی حبس می‌شود و با ورود سیال جدید از ورودی پمپ شارژ شده و تا دوباره این سیکل تکرار شود. (یک سیکل کاری پمپ) معمولاً هر سیکل معادل یک دور چرخش شفت است. با توجه به سازوکار این پمپ‌ها، قطعات آن‌ها نسبت به هم آب‌بندی هستند و نشتی سیال میان آن‌ها خیلی کم است. اگرچه در فشارهای بالا نشتی رخ می‌دهد که مطلوب نیست.
پمپ‌های جابه‌جایی مثبت ۳ نوع اصلی دارند: چرخدنده‌ای، پره‌ای و پیستونی.

#### چرخدنده‌ای
داخلی
یک چرخدنده محرک خارجی درون یک چرخدنده حلقه‌ای داخلی قرار گرفته‌است. وقتی چرخدنده‌ها می‌چرخند دندانه‌ها از هم دور می‌شوند و مکش اتفاق می‌افتد و سیال وارد پمپ می‌شود. چرخدنده‌ها دیواره‌ای هلالی‌شکل آب‌بندی می‌شوند. این پمپ‌ها کم‌بازده‌ترین نوع پمپ‌های هیدرولیک هستند اما تحمل خوبی در برابر آلودگی سیال هیدرولیک دارند (به دلیل لقی بیشتر نسبت به دیگر انواع). بیشینه فشار کاری این پمپ‌ها ۱۴۰ تا ۲۰۰ بار می‌باشد و حجم‌شان غیرقابل‌تنظیم است.
خارجی
از دو چرخدنده درگیر با هم تشکیل‌شده‌است. شفت متحرک با خاری به چرخدنده محرک متصل است و دیگر چرخدنده هرزگرد می‌باشد. با چرخش چرخدنده محرک چرخدنده هرزگرد هم که با آن درگیر است می‌چرخد و در بخش دهانه که دندانه‌های چرخدنده‌ها از هم دور می‌شوند حفره ایجاد شده و مکش رخ می‌دهد تا سیال وارد پمپ شود. فضای خالی بین دندانه‌های چرخان سیال را به سمت دهانه خروجی هدایت می‌کند. آب‌بندی این پمپ‌ها نباید به سیال اجازه دهد از مسیر دیگری غیر از دندانه‌های چرخدنده‌ها از پمپ خارج شود.

#### پره‌ای
پمپ پره‌ای از ۲ بخش عمده بدنه و روتور تشکیل شده‌است. پره‌های پمپ در شیارهای روتور جای دارند و به صورت شعاعی می‌لغزند. روتور نیز که با خار به شفت متصل است با آن می‌چرخد و بدین ترتیب پره‌ها با نیروی گریز از مرکز به دیواره بدنه می‌چسبند. چون روتور نسبت به بدنه خارج از مرکز است، در فضای ایجادشده بین پره و بدنه در هنگام چرخش فضای خالی ایجاد می‌شود و مکش رخ می‌دهد (ورود سیال به پمپ). پره‌ها سیال را به سمت دهانه خروجی پمپ هدایت می‌کنند.
غیربالانس
حجم جابجایی این پمپ‌ها قابل تنظیم بوده و بنابراین شدت جریان آن‌ها ثابت نیست. این کار با جابجا نبودن مرکز روتور و در واقع تعیین میزان عدم هم‌محوری روتور و بدنه انجام می‌شود. چون در این پمپ‌ها، محفظه‌های تحت فشار در یک طرف شفت قرار دارند، دریچه خروجی همواره تحت فشار است و دریچه ورودی مکش می‌کند بنابراین در پمپ عدم تعادل ایجاد می‌شود و ارتعاش می‌کند. این ارتعاش ناخواسته به یاتاقان شفت نیرویی دائمی در یک جهت وارد می‌کند که در سرعت‌های بالا سایش زیادی ایجاد می‌کند. به همین دلیل این پمپ‌ها تنها در فشارهای پایین مناسب هستند. این پمپ‌ها معمولاً در فشارهای ۳۵ تا ۱۴۰ بار کار می‌کنند.
بالانس
بدنه این پمپ‌ها بیضوی است و به جای یک دهانه ورودی و یک دهانه خروجی، ۲ ورودی و ۲ خروجی دارد (گاه دریچه‌های ورودی در هم ادغام می‌شوند). بدین ترتیب نیروی واردشده به شفت متعادل می‌شود و دیگر ارتعاش قابل توجهی وجود ندارد؛ لذا پمپ‌های بالانس نسبت به پمپ‌های غیربالانس فشار بالاتری را می‌توانند تحمل نمایند که تا ۲۸۰ بار نیز می‌رسد.

#### پیستونی
در این پمپ‌ها از سامانه متداول سیلندر و پیستون استفاده می‌شود. در یک سیلندر و پیستون ساده، با حرکت پیستون در پشت آن مکش ایجاد می‌شود و در جلوی آن سیال به جلو رانده می‌شود. به دلیل ذات حرکت رفت و برگشتی، به جریان انداختن سیال به صورت پالسی و ناپیوسته است. البته از این پمپ‌های ابتدایی تنها در سامانه‌های دستی استفاده می‌شود. این پمپ‌ها گران‌ترین و مرغوب‌ترین نوع پمپ‌های هیدرولیک هستند و می‌توانند فشاری تا ۷۰۰ بار را نیز تحمل نمایند. دلیل این امر انطباق تنگ سیلندر و پیستون است که البته آن را در برابر آلودگی‌های سیال بسیار حساس می‌کند.
شعاعی
پیستون‌ها نسبت شفت به حالت شعاعی قرار گرفته‌اند و با چرخش شفت، پیستون‌ها باز و بسته می‌شوند. سیلندرها یه صورت خارج از مرکز هستند و با نیروی گریز از مرکز حرکت رفت و برگشتی تأمین می‌شود.
محوری
چند پیستون دارد و این پیستون‌ها به صورت موازی با هم در راستای یک محور قرار دارند. سطح مقطع پیستون‌ها در پیرامون محور اصلی پمپ روی محیط یک داره قرار می‌گیرد و با گردش محور اصلی پمپ پیستون‌ها به حرکت درمی‌آیند. با تنظیم زاویه صفحه پشت پیستون‌ها که کورس آن‌ها را تغییر می‌دهد می‌توان حجم جابجایی پمپ (و در نتیجه شدت جریان آن) را تغییر داد، البته به شرطی که چنین سازوکاری در آن تعبیه شده‌باشد. در برخی موارد محور پیستون‌ها خمیده‌است، در این صورت حجم جابجایی قابل‌تغییر نیست.

### جابه‌جایی نامثبت
در سامانه‌های هیدرودینامیک از پمپ‌های با جابه‌جایی نامثبت استفاده می‌شود: این پمپ‌ها با چرخش سریع یک پروانه سیال را با نیروی گریز از مرکز به سمت دهانه خروجی پمپ پرتاب می‌کند. برخلاف پمپ‌ها جابجایی مثبت، این پمپ‌ها قطعاتشان آب‌بندی نیستند و با افزایش فشار نشتی زیادی در آن‌ها اتفاق می‌افتد. همچنین این پمپ‌ها نمی‌توانند سیال را به خودیِ خود پمپاژ کنند چون مکشی در آن‌ها ایجاد نمی‌شود تا سیال را درون خود بکشند (سیال باید به دریچه ورودی آن‌ها به نحوی دیگر وارد شود). یکی از راه‌حل‌های رایج در طراحی این پمپ‌ها، قرار دادن دهانه ورودی پمپ در ارتفاعی پایین‌تر از سطح سیال درون مخزن یا تانک است تا سیال با وارد شدن نیروی گرانش، خودبه‌خود وارد پمپ شود. این پمپ‌ها ارزان هستند و به دلیل عدم درگیری قطعات‌شان می‌توانند سیالات غیرهیدرولیکی مانند آب را هم پمپاژ کنند. یکی از انواع شاخص این پمپ‌ها، پمپ‌های پروانه‌ای هستند.

#### 1-    دسته ی اول پمپ جریان شعاعی
در این پمپ‌ هیدرولیک سیال به‌ طور معمول از طریق توپی وارد پروانه‌های ورودی با سرعت مخصوص کمتر از۴۲۰۰شده و به صورت شعاعی به محیط جریان یافته و فشار سیال تنها با دو سری پروانه‌های مکشی با سرعت مخصوص کمتر از ۶۰۰۰ و اعمال نیروی گریز از مرکز افزایش پیدا می نماید .

#### 2-    دسته ی دوم پمپ جریان مختلط
در این پمپ‌ها فشار با استفاده از دو نیروی گریز از مرکز و نیروی بالابری  که از جانب تیغه‌ها اعمال می‌شود افزایش می‌یابد. این دسته از پمپ‌ها دارای یک سری پروانه ورودی با جریان خروجی محوری با سرعت مخصوص ۴۲۰۰ تا ۹۰۰۰ هستند و تخلیه نیز در راستاهای محوری و شعاعی انجام می‌شود.

#### 3-    دسته سوم پمپ جریان محوری
پمپ‌ هیدرولیک این دسته که پمپ‌های ملخی هم نامیده می‌شوند یک سری پروانه ورودی به همراه جریان ورودی محوری و خروجی تقریباً محوری با سرعت مخصوص‌ بیش از ۹۰۰۰ دارند و پمپ هیدرولیک بیشترین افزایش فشار سیال را از طریق اعمال پروانه‌ها یا عملیات بالابری تیغه‌ها اعمال می‌کند.

### دیگر پمپ‌ها

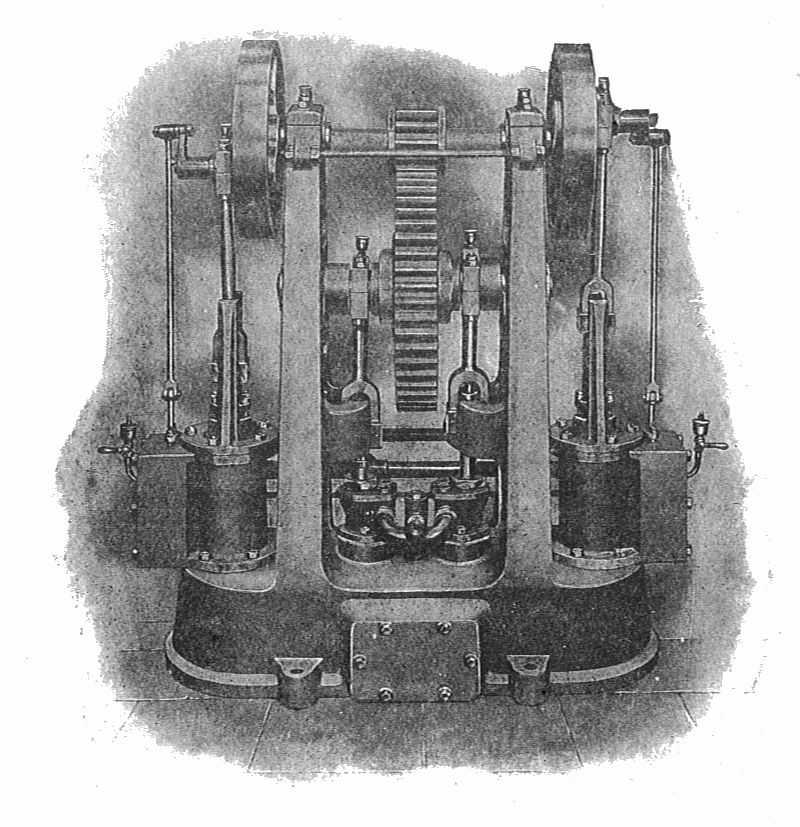
تصویر یک پمپ هیدرولیکی بخار که در کتابی به سال ۱۹۰۵ چاپ شده‌است.

تعدادی از پمپ‌های هیدرولیکی در دسته‌بندی جابه‌جایی مثبت و نامثبت نمی‌گنجند، چرا که اصولاً اساس کار متفاوتی دارند. وجه مشترک تمام این پمپ‌ها این است که اجزای متحرک، دوار یا رفت‌وبرگشتی ندارند. بازده همه این پمپ‌ها کم است اما به دلیل اهمیتی که دارند از کم‌بازدهی آن‌ها صرف‌نظر می‌شود. هزینه اولیه و هزینه تعمیر و نگهداری این پمپ‌ها نیز پایین است.
پمپ ضربه‌ای
در این پمپ‌ها از پدیدهٔ ضربهٔ قوچ آب استفاده می‌شود. تنها بخش مکانیکی این پمپ‌ها شیر است و بقیه اجزای آن یک سامانه هیدرولیکی دیگر است. این پمپ یک محفظه دارد که ۲ شیر دارد. بر اثر بسته‌شدن ناگهانی شیر، فشار بالایی ایجاد می‌شود که با این فشار آب به ارتفاع‌های بالاتر برده می‌شود.
بازده این پمپ‌ها حداکثر بین ۷۵٪ تا ۹۰٪ است.
پمپ جت
در پمپ جت، بازدهی به توان آب فشار بالا بستگی دارد، که با کمک آن آب یا گاز را می‌توان جابجاکرد. در این پمپ‌ها آبی با فشار بالا از یک افشانه خارج می‌شود که سرعت بالایی هم دارد. سرعت دهانه خروجی افشانه به حدی بالا می‌رود که در بیرون آن ایجاد مکش کند و در مجرای دیگری ایجاد جریان کند. بازدهی این پمپ‌ها حدوداً ۴۳٪ است و از لحاظ تئوری هم نمی‌تواند بیش از ۵۰٪ شود.
پمپ تزریقی
در این پمپ به‌جای آب با فشار بالایی که در پمپ جت استفاده می‌شد، از بخار آب استفاده می‌شود و کاربردش در تغذیه دیگ بخار است، به همین دلیل ساختمان این پمپ با پمپ جت تفاوت‌هایی دارد. چگالی کم بخار آب و ظرفیت گرمایی آن که به انرژی جنبشی بدل شده، می‌تواند سرعت‌های بالایی را ایجاد کند.
پمپ هوایی
در پمپ‌های هوایی هوای خروجی از یک کمپرسور وارد پمپ می‌شود و حباب‌های هوا ذرات آب را همراه خود می‌برند. جریان هنگامی آغاز می‌شود که مقدار مشخصی هوا را به‌کار ببریم و اگر بخواهیم برای دبی آب زیادی این پمپ را استفاده کنیم، کار آن از لحاظ اقتصادی مقرون به‌صرفه نخواهد بود بنابراین کاربرد این پمپ‌ها در موارد خاص و محدودی است. از آنجا که مخلوط آب و هوا در این فرایند مخلوط ناهمگن است، مدلسازی فرایند آن دشوار است. دربارهٔ چگونگی بازدهی این پمپ‌ها نظریه واحدی مورد قبول محققان نیست.

## برابرهای انگلیسی
1. ↑  prime mover
2. ↑  flow rate
3. ↑  output
4. ↑  delivery
5. ↑  positive displacement
6. ↑  gear pump
7. ↑  vane pump
8. ↑  piston pump
9. ↑  internal
10. ↑  external
11. ↑  unbalanced
12. ↑  balanced
13. ↑  radial pump
14. ↑  eccentric
15. ↑  axial pump
16. ↑  nonpositive displacement
17. ↑  reservoir
18. ↑  impeller

## یادکرد منابع
1. ↑  جانسون، ۲۶۶.
2. ↑  جانسون، ۲۹.
3. ↑  چادویک و  مورفت، ۲۲۵.
4. ↑  جانسون، ۲۹.
5. ↑  Dictionary of Engineering,  280. → hydraulic pump
6. ↑  جانسون، ۴۳.
7. ↑  واساندانی، ۵۱۱.
8. ↑  جانسون، ۳۰.
9. ↑  جانسون، ۳۰.
10. ↑  جانسون، ۲۹.
11. ↑  جانسون، ۳۰.
12. ↑  دلایلی و  مدینه، ۱:‎ ۴۲.
13. ↑  جانسون، ۳۰.
14. ↑  جانسون، ۳۱.
15. ↑  جانسون، ۳۱.
16. ↑  جانسون، ۳۱.
17. ↑  جانسون، ۳۱.
18. ↑  جانسون، ۳۲.
19. ↑  دلایلی و  مدینه، ۱:‎ ۴۲.
20. ↑  جانسون، ۲۹.
21. ↑  جانسون، ۲۹.
22. ↑  جانسون، ۲۹.
23. ↑  جانسون، ۳۹.
24. ↑  جانسون، ۳۹.
25. ↑  جانسون، ۳۸.
26. ↑  جانسون، ۳۹.
27. ↑  جانسون، ۳۹.
28. ↑  جانسون، ۴۰.
29. ↑  جانسون، ۴۰.
30. ↑  جانسون، ۴۱.
31. ↑  جانسون، ۴۱.
32. ↑  جانسون، ۳۵.
33. ↑  جانسون، ۳۸.
34. ↑  جانسون، ۳۷.
35. ↑  جانسون، ۳۵.
36. ↑  جانسون، ۳۷.
37. ↑  جانسون، ۲۹.
38. ↑  جانسون، ۲۹.
39. ↑  جانسون، ۳۰.
40. ↑  جانسون، ۳۰.
41. ↑  جانسون، ۳۰.
42. ↑  جانسون، ۳۰.
43. ↑  واساندانی، ۶۱۵.
44. ↑  واساندانی، ۶۱۵.
45. ↑  واساندانی، ۶۱۵.
46. ↑  واساندانی، ۶۱۶.
47. ↑  واساندانی، ۶۱۶.
48. ↑  واساندانی، ۶۱۷.
49. ↑  واساندانی، ۶۱۸.
50. ↑  واساندانی، ۶۱۹.
51. ↑  واساندانی، ۶۲۷.
52. ↑  واساندانی، ۶۳۳.
53. ↑  واساندانی، ۶۳۶.
54. ↑  واساندانی، ۶۳۷.
55. ↑  واساندانی، ۶۳۶.
56. ↑  واساندانی، ۶۴۱.